# Eleccions per al Fòrum d'Irlanda del Nord de 1996
Les eleccions per al Fòrum d'Irlanda del Nord es van celebrar el 30 de maig de 1996, després de l'Acord de Divendres Sant. Els escons es van repartir mitjançant la regla D'Hondt, i endemés els 10 partits més votats van rebre dos escons addicionals. Aquest fou el precedent de la futura Assemblea d'Irlanda del Nord, la composició de la qual es votaria novament el 1998.

## Resultats
| Partit                                      | Líder             | Vot popular | %      | Escons | Repartiment |
| Partit Unionista                            | David Trimble     | 181.829     | 24,17% | 30     | 28+2        |
| Partit Democràtic Unionista                 | Ian Paisley       | 141.413     | 18,80% | 24     | 22+2        |
| SDLP                                        | John Hume         | 160.786     | 21,36% | 21     | 19+2        |
| Sinn Féin                                   | Gerry Adams       | 116.337     | 15,47% | 17     | 15+2        |
| Aliança                                     | Oliver Napier     | 49.176      | 6,54%  | 7      | 5+2         |
| Partit Unionista del Regne Unit             | Robert McCartney  | 27.744      | 3,69%  | 3      | 1+2         |
| Partit Unionista Progressista               | Hugh Smyth        | 26.052      | 3,47%  | 2      |             |
| Partit Democràtic de l'Ulster               | Gary McMichael    | 16.715      | 2,22%  | 2      |             |
| Coalició de Dones d'Irlanda del Nord        | Monica McWilliams | 7.731       | 1,03%  | 2      |             |
| Coalició Laborista                          | Malachy Curran    | 6.425       | 0,85%  | 2      |             |
| Verds                                       | Robin Harper      | 3.647       | 0,49%  |        |             |
| Conservadors                                | Esmond Birnie     | 3.595       | 0,48%  |        |             |
| Workers Party                               | Tom French        | 3.530       | 0,47%  |        |             |
| Moviment per a la Independència de l'Ulster | Hugh Ross         | 2.125       | 0,32%  |        |             |
| Democratic Left                             | Seamus Lynch      | 1.215       | 0,16%  |        |             |